# Webbs Creek
Webbs Creek är ett vattendrag i Australien. Det ligger i delstaten New South Wales, i den sydöstra delen av landet, omkring 58 kilometer nordväst om delstatshuvudstaden Sydney.
I omgivningarna runt Webbs Creek växer i huvudsak städsegrön lövskog. Runt Webbs Creek är det ganska tätbefolkat, med 207 invånare per kvadratkilometer. Genomsnittlig årsnederbörd är 1 286 millimeter. Den regnigaste månaden är februari, med i genomsnitt 201 mm nederbörd, och den torraste är juli, med 36 mm nederbörd.